# Viande d'âne

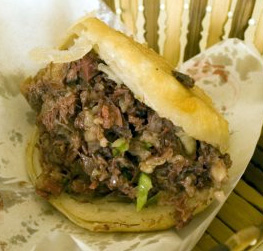
Le sandwich à l'âne, spécialité de Baoding et Hejian, en Chine.

La viande d'âne ou viande asine est une viande issue de l'âne commun (Equus asinus). Les principaux pays producteurs sont la Chine, le Burkina Faso,  le Nigeria, l'Algérie, la Mauritanie et l'Espagne. Ayant une faible teneur en matières grasses et un taux élevé en protéines, cette viande rouge peut être une ressource supplémentaire aux agriculteurs locaux.